# Campeonato Europeo de Patinaje Artístico sobre Hielo de 1961
El LII Campeonato Europeo de Patinaje Artístico sobre Hielo se realizó en Berlín Oeste (Alemania Occidental) en enero de 1961. Fue organizado por la Unión Internacional de Patinaje sobre Hielo (ISU) y la Unión Alemana de Patinaje sobre Hielo.

## Resultados

### Masculino
| Puesto | Nombre                | País                | Puntos |
| ------ | --------------------- | ------------------- | ------ |
| Oro    | Alain Giletti         | Francia             |        |
| Plata  | Alain Calmat          | Francia             |        |
| Bronce | Manfred Schnelldorfer | Alemania Occidental |        |

### Femenino
| Puesto | Nombre           | País           | Puntos |
| ------ | ---------------- | -------------- | ------ |
| Oro    | Sjoukje Dijkstra | Países Bajos   |        |
| Plata  | Regine Heitzer   | Austria        |        |
| Bronce | Jana Mrázková    | Checoslovaquia |        |

### Parejas
| Puesto | Nombre                              | País                          | Puntos |
| ------ | ----------------------------------- | ----------------------------- | ------ |
| Oro    | Marika Kilius / Hans-Jürgen Bäumler | Alemania Occidental           |        |
| Plata  | Margret Göbl / Franz Ningel         | Alemania Occidental           |        |
| Bronce | Margrit Senf / Peter Göbel          | República Democrática Alemana |        |

### Danza en hielo
| Puesto | Nombre                             | País        | Puntos |
| ------ | ---------------------------------- | ----------- | ------ |
| Oro    | Doreen Denny / Courtney Jones      | Reino Unido |        |
| Plata  | Christiane Guhel / Jean-Paul Guhel | Francia     |        |
| Bronce | Linda Shearman / Michael Phillips  | Reino Unido |        |

## Medallero
| Núm. | País                          | Oro | Plata | Bronce | Total |
| ---- | ----------------------------- | --- | ----- | ------ | ----- |
| 1    | Francia                       | 1   | 2     | 0      | 3     |
| 2    | Alemania Occidental           | 1   | 1     | 1      | 3     |
| 3    | Reino Unido                   | 1   | 0     | 1      | 2     |
| 4    | Países Bajos                  | 1   | 0     | 0      | 1     |
| 5    | Austria                       | 0   | 1     | 0      | 1     |
| 6    | República Democrática Alemana | 0   | 0     | 1      | 1     |
| 6    | Checoslovaquia                | 0   | 0     | 1      | 1     |
|      | TOTAL                         | 4   | 4     | 4      | 12    |